# Khamgaon
Khamgaon is een nagar panchayat (plaats) in het district Buldhana van de Indiase staat Maharashtra. 

## Demografie
Volgens de Indiase volkstelling van 2001 wonen er 88.670 mensen in Khamgaon, waarvan 52% mannelijk en 48% vrouwelijk is. De plaats heeft een alfabetiseringsgraad van 76%. 